# Letterkoekjes

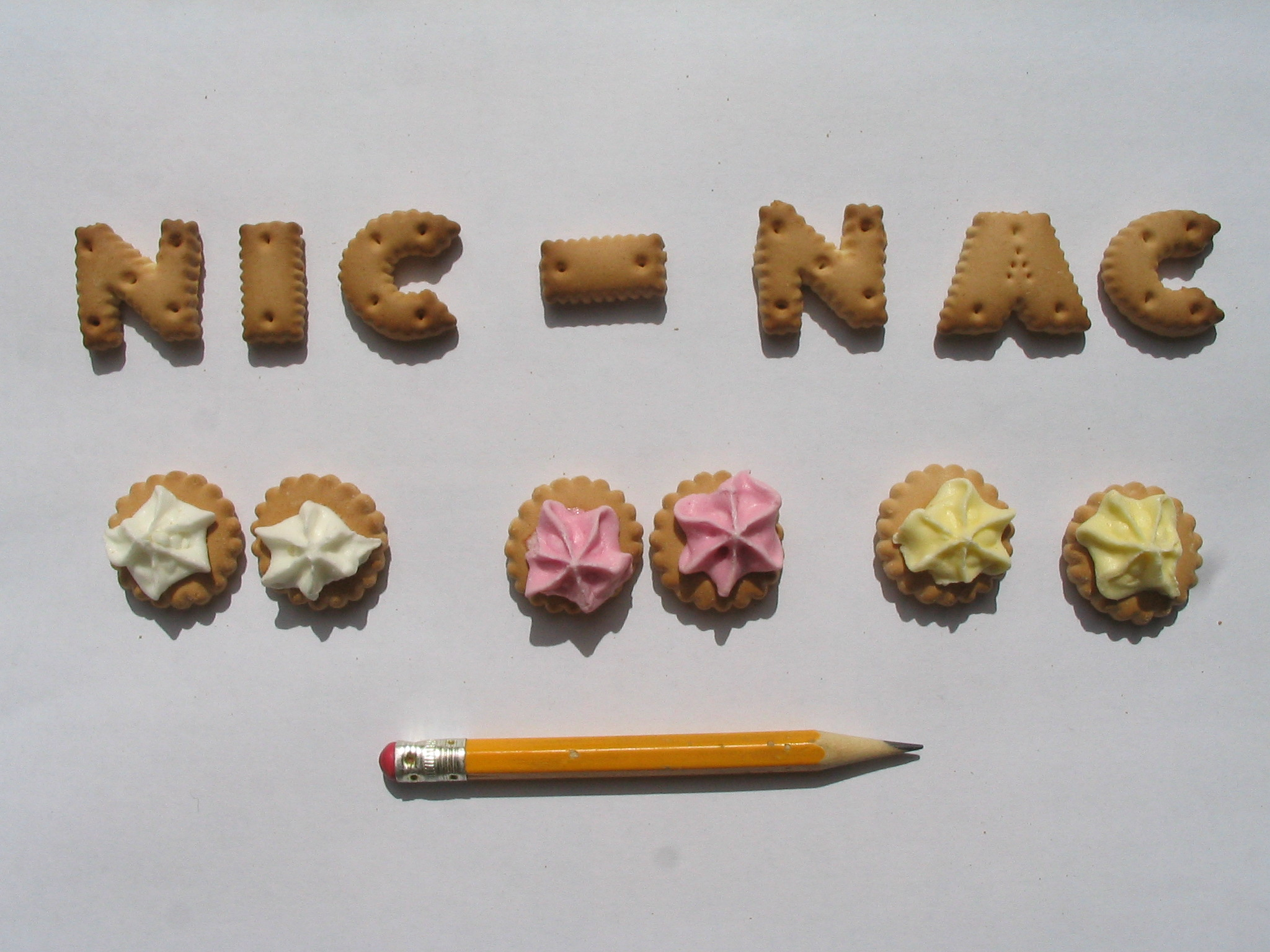
Letterkoekjes en ijsbergjes

Letterkoekjes zijn een soort biscuit. Zoals de meeste biscuits zijn ze oorspronkelijk afkomstig uit Engeland.
Biscuit of dubbelgebakken koekjes kennen hun ontstaan uit de zeevaarttijden, toen ook brood tweemaal gebakken werd om snel bederf tegen te gaan. De ingrediënten van de koekjes zijn: bloem, een mespunt zout, vanillesuiker, witte basterdsuiker en harde boter.

## Varianten en namen
De eerste variant van de koekjes zijn in de vorm van letters en cijfers. Deze zijn bekend onder verschillende namen: "nic-nac'jes" (afgeleid van het merk: Nic Nac), "piknikken" (in het West-Vlaamse dialect), "mokskes" (in het Waasland), "mopkes" (in de Kempen) en elders ook nog "ABC-koekjes" of "ABC-letterkoekjes".
De tweede variant zijn ronde koekjes met bevroren suiker erop. De suiker is doorgaans wit, geel of roze van kleur. Deze koekjes heten "ijsbergjes", "iced gem", "karolientjes" (in het Oost-Vlaamse dialect) en "gesuikerde mokjes" hoewel de termen "nic-nac'jes", "piknikken" en andere benamingen in de brede betekenis ook voor deze variant gebruikt worden.
De derde variant zijn vierkante koekjes waartussen vanillepudding is geplaatst. Deze variant "kokies" komt niet zo vaak voor.

## Gebruiken
Letterkoekjes worden in België vooral geassocieerd met het feest van Sinterklaas. Het snoepgoed wordt vaak rondgestrooid door Zwarte Piet, zoals hij dat in Nederland met kruidnoten doet. In het snoepgoed dat de Sint bij zich heeft zitten talrijke verwijzingen naar Germaanse en christelijke betekenissen; de kleine letterkoekjes verwijzen zowel naar de runentekens van Wodan als naar het boek van Sinterklaas, als naar de Bijbel.

## Noot
1. ↑  Het Engelse nicknack of knicknack is letterlijk een snuisterijtje, een liflafje: een klein lekkernijtje.